# Marsilea poonensis
Marsilea poonensis là một loài dương xỉ trong họ Marsileaceae. Loài này được Kolhatkar mô tả khoa học đầu tiên năm 1957.
Danh pháp khoa học của loài này chưa được làm sáng tỏ. 